# Старотештелимское сельское поселение
Старотештелимское се́льское поселе́ние — упразднённое муниципальное образование в Ельниковском районе Мордовии Российской Федерации.
Административный центр — село Старотештелимские Выселки.

## История
Статус и границы сельского поселения установлены Законом Республики Мордовия от 1 декабря 2004 года № 97-З «Об установлении границ муниципальных образований Ельниковского муниципального района, Ельниковского муниципального района и наделении их статусом сельского поселения и муниципального района».
Законом от 17 мая 2018 года N 39-З Новоусадское и Старотештелимское сельские поселения и сельсоветы были упразднены, а входившие в их состав населённые пункты были включены в состав Новодевиченского сельского поселения и сельсовета с административным центром в селе Новодевичье.

## Население
| 2002 | 2010 | 2012 | 2013 | 2014 | 2015 | 2016 |
| ---- | ---- | ---- | ---- | ---- | ---- | ---- |
| 494  | ↘406 | ↘387 | ↘377 | ↘368 | ↘343 | ↘334 |
| 2017 | 2018 |      |      |      |      |      |
| ↘326 | ↘312 |      |      |      |      |      |

## Состав сельского поселения
| № | Населённый пункт            | Тип населённого пункта | Население |
| - | --------------------------- | ---------------------- | --------- |
| 1 | Красная Горка               | посёлок                | ↘21       |
| 2 | Михайловка                  | посёлок                | ↘1        |
| 3 | Новоканьгушанские Выселки   | деревня                | ↘3        |
| 4 | Новопичингушанские Выселки  | деревня                | ↘55       |
| 5 | Старопичингушанские Выселки | деревня                | ↗8        |
| 6 | Старотештелимские Выселки   | село                   | ↗318      |